# Golden Globe Awards 1985
Die 42. Verleihung der Golden Globe Awards fand am 27. Januar 1985 statt.

## Preisträger und Nominierungen

### Bester Film – Drama
Amadeus – Regie: Miloš Forman
- Cotton Club (The Cotton Club) – Regie: Francis Ford Coppola
- Ein Platz im Herzen (Places in the Heart) – Regie: Robert Benton
- Sergeant Waters – Eine Soldatengeschichte (A Soldier’s Story) – Regie: Norman Jewison
- The Killing Fields – Schreiendes Land (The Killing Fields) – Regie: Roland Joffé

### Bester Film – Musical/Komödie
Auf der Jagd nach dem grünen Diamanten (Romancing the Stone) – Regie: Robert Zemeckis
- Beverly Hills Cop – Ich lös’ den Fall auf jeden Fall (Beverly Hills Cop) – Regie: Martin Brest
- Ghostbusters – Die Geisterjäger (Ghostbusters) – Regie: Ivan Reitman
- Micki & Maude – Regie: Blake Edwards
- Splash – Eine Jungfrau am Haken (Splash) – Regie: Ron Howard

### Beste Regie
Miloš Forman – Amadeus
- Francis Ford Coppola – Cotton Club (The Cotton Club)
- Roland Joffé – The Killing Fields – Schreiendes Land (The Killing Fields)
- David Lean – Reise nach Indien (A Passage to India)
- Sergio Leone – Es war einmal in Amerika (Once Upon A Time in America)

### Bester Hauptdarsteller – Drama
F. Murray Abraham – Amadeus
- Jeff Bridges – Starman
- Albert Finney – Unter dem Vulkan (Under the Volcano)
- Tom Hulce – Amadeus
- Sam Waterston – The Killing Fields – Schreiendes Land (The Killing Fields)

### Beste Hauptdarstellerin – Drama
Sally Field – Ein Platz im Herzen (Places in the Heart)
- Diane Keaton – Flucht zu dritt (Mrs. Soffel)
- Jessica Lange – Country
- Vanessa Redgrave – Die Damen aus Boston (The Bostonians)
- Sissy Spacek – Menschen am Fluß (The River)

### Bester Hauptdarsteller – Musical/Komödie
Dudley Moore – Micki & Maude
- Steve Martin – Solo für 2 (All of Me)
- Eddie Murphy – Beverly Hills Cop – Ich lös’ den Fall auf jeden Fall (Beverly Hills Cop)
- Bill Murray – Ghostbusters – Die Geisterjäger (Ghostbusters)
- Robin Williams – Moskau in New York (Moscow on the Hudson)

### Beste Hauptdarstellerin – Musical/Komödie
Kathleen Turner – Auf der Jagd nach dem grünen Diamanten (Romancing the Stone)
- Anne Bancroft – Die Göttliche (Garbo Talks)
- Mia Farrow – Broadway Danny Rose
- Shelley Long – Triple Trouble (Irreconcilable Differences)
- Lily Tomlin – Solo für 2 (All of Me)

### Bester Nebendarsteller
Haing S. Ngor – The Killing Fields – Schreiendes Land (The Killing Fields)
- Adolph Caesar – Sergeant Waters – Eine Soldatengeschichte (A Soldier’s Story)
- Richard Crenna – Flamingo Kid (The Flamingo Kid)
- Jeffrey Jones – Amadeus
- Pat Morita – Karate Kid (The Karate Kid)

### Beste Nebendarstellerin
Peggy Ashcroft – Reise nach Indien (A Passage to India)
- Drew Barrymore – Triple Trouble (Irreconcilable Differences)
- Kim Basinger – Der Unbeugsame (The Natural)
- Jacqueline Bisset – Unter dem Vulkan (Under the Volcano)
- Melanie Griffith – Der Tod kommt zweimal (Body Double)
- Christine Lahti – Swing Shift – Liebe auf Zeit (Swing Shift)
- Lesley Ann Warren – Der Songschreiber (Songwriter)

### Bestes Drehbuch
Peter Shaffer – Amadeus
- Robert Benton – Ein Platz im Herzen (Places in the Heart)
- David Lean – Reise nach Indien (A Passage to India)
- Charles Fuller – Sergeant Waters – Eine Soldatengeschichte (A Soldier’s Story)
- Bruce Robinson – The Killing Fields – Schreiendes Land (The Killing Fields)

### Beste Filmmusik
Maurice Jarre – Reise nach Indien (A Passage to India)
- Ennio Morricone – Es war einmal in Amerika (Once Upon a Time in America)
- Jack Nitzsche – Starman
- Mike Oldfield – The Killing Fields – Schreiendes Land (The Killing Fields)
- John Williams – Menschen am Fluß (The River)

### Bester Filmsong
„I Just Called to Say I Love You“ aus Die Frau in Rot (The Woman in Red) – Stevie Wonder
- „Against All Odds (Take a Look at Me Now)“ aus Gegen jede Regel (Against All Odds) – Phil Collins
- „Footloose“ aus Footloose – Kenny Loggins, Dean Pitchford
- „Ghostbusters“ aus Ghostbusters – Die Geisterjäger (Ghostbusters) – Ray Parker Jr.
- „No More Lonely Night“ aus Broad Street (Give My Regards to Broad Street) – Paul McCartney
- „When Doves Cry“ aus Purple Rain – Prince

### Bester fremdsprachiger Film
Reise nach Indien (A Passage to India), England – Regie: David Lean
- Carmen, Frankreich – Regie: Francesco Rosi
- Ein Sonntag auf dem Lande (Un dimanche à la campagne), Frankreich – Regie: Bertrand Tavernier
- Gefährliche Züge (La Diagonale du fou), Schweiz – Regie: Richard Dembo
- Paris, Texas, Frankreich, Westdeutschland – Regie: Wim Wenders

## Nominierungen und Gewinner im Bereich Fernsehen

### Beste Fernsehserie – Drama
Mord ist ihr Hobby (Murder, She Wrote)
- Cagney & Lacey
- Chefarzt Dr. Westphall (St. Elsewhere)
- Der Denver-Clan (Dynasty)
- Polizeirevier Hill Street (Hill Street Blues)

### Bester Darsteller in einer Fernsehserie – Drama
Tom Selleck – Magnum (Magnum, p.i.)
- James Brolin – Hotel
- John Forsythe – Der Denver-Clan (Dynasty)
- Larry Hagman – Dallas
- Stacy Keach – Mike Hammer – Mord auf Abruf (Murder Me, Murder You)
- Daniel J. Travanti – Polizeirevier Hill Street (Hill Street Blues)

### Beste Darstellerin in einer Fernsehserie – Drama
Angela Lansbury – Mord ist ihr Hobby (Murder, She Wrote)
- Joan Collins – Der Denver-Clan (Dynasty)
- Tyne Daly – Cagney & Lacey
- Linda Evans – Der Denver-Clan (Dynasty)
- Sharon Gless – Cagney & Lacey
- Kate Jackson – Agentin mit Herz (Scarecrow and Mrs. King)

### Beste Fernsehserie – Komödie/Musical
Die Bill Cosby Show (The Cosby Show)
- Cheers
- Die Jeffersons (The Jeffersons)
- Fame – Der Weg zum Ruhm (Fame)
- Kate & Allie

### Bester Darsteller in einer Fernsehserie – Komödie/Musical
Bill Cosby – Die Bill Cosby Show (The Cosby Show)
- Ted Danson – Cheers
- Robert Guillaume – Benson
- Sherman Hemsley – Die Jeffersons (The Jeffersons)
- Bob Newhart – Newhart

### Beste Darstellerin in einer Fernsehserie – Komödie/Musical
Shelley Long – Cheers
- Debbie Allen – Fame – Der Weg zum Ruhm (Fame)
- Nell Carter – Gimme a Break!
- Susan Clark – Webster
- Jane Curtin – Kate & Allie
- Isabel Sanford – Die Jeffersons (The Jeffersons)

### Beste Miniserie oder bester Fernsehfilm
Something About Amelia
- Das brennende Bett (The Burning Bed)
- Dollmaker – Ein Traum wird wahr (The Dollmaker)
- Endstation Sehnsucht (A Streetcar Named Desire)
- Sakharov

### Bester Darsteller in einer Miniserie oder einem Fernsehfilm
Ted Danson – Something About Amelia
- James Garner – Heartsounds
- Sam Neill – Reilly, Spion der Spione (Reilly, Ace of Spies)
- Jason Robards – Sakharov
- Treat Williams – Endstation Sehnsucht (A Streetcar Named Desire)

### Beste Darstellerin in einer Miniserie oder einem Fernsehfilm
Ann-Margret – Endstation Sehnsucht (A Streetcar Named Desire)
- Glenn Close – Something About Amelia
- Farrah Fawcett – Das brennende Bett (The Burning Bed)
- Jane Fonda – Dollmaker – Ein Traum wird wahr (The Dollmaker)
- Glenda Jackson – Sakharov

### Bester Nebendarsteller in einer Serie, einer Miniserie oder einem Fernsehfilm
Paul Le Mat – Das brennende Bett (The Burning Bed)
- Pierce Brosnan – Nancy Astor
- John Hillerman – Magnum (Magnum, p.i.)
- Ben Vereen – Ellis Island
- Bruce Weitz – Polizeirevier Hill Street (Hill Street Blues)

### Beste Nebendarstellerin in einer Serie, einer Miniserie oder einem Fernsehfilm
Faye Dunaway – Ellis Island
- Selma Diamond – Harrys wundersames Strafgericht (Night Court)
- Marla Gibbs – Die Jeffersons (The Jeffersons)
- Gina Lolabrigida – Falcon Crest
- Rhea Perlman – Cheers
- Roxana Zal – Something About Amelia